# Bracquemont
Bracquemont település Franciaországban, Seine-Maritime megyében. Lakosainak száma 854 fő (2018. január 1.). Bracquemont Ancourt, Belleville-sur-Mer, Dieppe, Grèges és Martin-Église községekkel határos.

## Népesség
A település népességének változása:
| Lakosok száma | 495  | 550  | 658  | 786  | 821  | 911  | 854  | 860  | 850  | 854  |
|               | 1962 | 1968 | 1975 | 1982 | 1990 | 2008 | 2013 | 2015 | 2017 | 2018 |